# Tigo (Paraguay)
Tigo es la marca comercial del operador de PCS paraguayo Telefónica Celular del Paraguay (Telecel S.A.E), propiedad del Grupo Milicom International de Luxemburgo que tiene el 100% de las acciones.
Es la primera empresa de telefonía móvil del Paraguay (bajo el nombre de Telecel), y actualmente cuenta con la mayor cantidad de usuarios, con 3.157.643 clientes teniendo el 42 % del total de clientes hasta mediados del 2019.

## Historia
Inició sus operaciones en el mes de agosto de 1992, bajo el nombre de Telecel, siendo la primera compañía de telefonía celular en el Paraguay. En aquel entonces, ofrecía sus servicios en forma analógica en el Gran Asunción, para luego expandirse a las principales ciudades del interior, y era la única compañía de telefonía celular en el país hasta 1998, cuando arribó Personal.
Hacia finales de la década de 1990, el servicio celular de Telecel se vuelve digital por medio de la red TDMA, con la capacidad de enviar y recibir SMS. También en este periodo se lanza la TeleCARD, que consistía en tarjetas para recargar saldo, dejando de ser necesario el tener un plan pos-pago. Se lanzó también Telesurf, vendiendo el acceso a Internet vía dial-up.
A mediados del año 2004, Millicom (propietaria de la entonces Telecel) cambia la marca e imagen corporativa en el país, convirtiéndose en Tigo hasta la actualidad, lanzando a su vez sus servicios digitales en la red GSM por medio de Tigo. El servicio digital en la red TDMA pasa a ser conocido como Tele 2, que estuvo vigente hasta 2008. 
En 2006, se lanza la carga electrónica de saldo (conocida como mini-carga), sustituyendo prácticamente a las tarjetas de recarga en la actualidad. En el año 2008, Tigo lanza el 3G, y la billetera electrónica conocida como Tigo Cash (hoy día Tigo Money).
En 2012, Tigo entra en el juego de la televisión digital lanzando "Tigo TV" en combinación con "Tigo Internet Hogar" (hoy día Tigo Star). En abril de 2016, Tigo lanza su red 4G LTE para servicios celulares.

## Cronología

### Bajo "Telecel" (1992-2004)
- 1 de julio de 1991: (Decreto 10088) Se autoriza a Telefónica Celular del Paraguay S.A. (Telecel) a instalar y explotar el servicio de telefonía móvil celular.

- 27 de agosto de 1992: Telecel S.A. inicia oficialmente sus operaciones como la primera compañía de telefonía celular del Paraguay.

- 3 de noviembre de 1993: (Decreto 955) Se autoriza a Telecel a ceder y transferir a Overseas Private Investment Corporation (OPIC) sus derechos como concesionaria del Sistema de Telefonía Móvil Celular del Paraguay.

- Año 1996: Telecel lanza la tarjeta pre-paga TeleCARD, a partir de entonces ya no es necesario tener un plan.

- Año 1999: Telecel incorpora su red PCS (TDMA). El servicio celular se vuelve digital.

- 28 de agosto de 1999: Telecel lanza Telesurf con precios de 30 US$/mes por conexión ilimitada vía dial-up. Los e-mails de Telecel son bloqueados por los proveedores nucleados en la CAPADI.

- Año 2000: Telecel lanza el servicio Telesurf Wireless. Es vendido como accesos de banda ancha a la velocidad de 32Kb/s.

- 6 de febrero de 2002: LACNIC asigna a Telecel S.A. el primer  ASN. Primera asignación de un ASN a una empresa de Paraguay.

### Bajo "Tigo" (2004-presente)
- 1 de julio de 2004: Millicom (propietaria de la entonces Telecel) cambia la marca e imagen corporativa en el país, convirtiéndose en Tigo hasta la actualidad, lanzando a su vez sus servicios digitales en la red GSM por medio de Tigo. El servicio digital en la red TDMA pasa a ser conocido como Tele 2

- Año 2006: Tigo lanza el cobro por segundo y la mini carga electrónica (como una alternativa a las tarjetas de recarga).

- 3 de enero de 2008: Tigo apaga su red TDMA dando fin a su producto "Tele 2".

- 2 de septiembre de 2008: Tigo lanzó comercialmente el servicio de 3G bajo el estándar UMTS y HSDPA. Ese mismo año lanza Tigo Cash, la primera billetera móvil. En 2010 cambia el nombre "Tigo Cash" por "Giros Tigo". En 2012 vuelve a cambiar de nombre por "Tigo Money", utilizado hasta hoy día.

- 28 de octubre de 2011: Tigo lanzó comercialmente el servicio HSPA+ en 1900 MHz en Asunción, San Lorenzo, Fernando de la Mora, Luque, San Bernardino, y algunas principales ciudades del país.

- En julio de 2012 se confirma la compra de Cablevisión (del Grupo Clarín de Argentina) por Tigo. Ese mismo año se lanza "Tigo TV" en combinación con "Tigo Internet Hogar" (hoy día Tigo Star). También lanzan canales como Hei, Tigo Sports, etc.

- 7 de abril de 2016 Tigo lanza su red 4G LTE primeramente para Asunción, Central, y las principales ciudades del interior.

- En octubre de 2018, Tigo multiplica la velocidad de navegación de internet (planes de 20 Mbps, 60 Mbps, 100 Mbps).
- A finales de febrero de 2019 lanza TIGO ONETV[1][2] que permite pausar y grabar series además de otras cosas.

## Tecnología celular
- AMPS (extinta): 1992-2004
- TDMA/D-AMPS (extinta): 1999-2008
- GSM/GPRS/EDGE : 2004-presente
- UMTS/3G/HSDPA: 2008-presente
- HSPA+: 2011-presente
- LTE/4G: 2016-presente

## TigoStar TV
El servicio de Televisión de pago de tigo ofrece TV por Cable y Satelital.
Ofrecen estos siguientes productos: 
- TigoStar Digital Básico: Ofrece un total de 101 SD + 18 HD canales de diversos géneros.
- TigoSTAR Digital Avanzado: Ofrece un total de 132 SD + 18 HD canales en distintos géneros.
- TigoSTAR HD: Ofrece un total de 48 canales (en Alta Definición (HD).
- TigoStar Premium: Ofrece 5 paquetes de canales en SD y  HD: HBO MAX PACK (9 señales ); STAR PREMIUM 14 señales (7 HD y 7 SD); GOLDEN HD 2 señales HD, Adrenalina sports network HD 1 señal HD, y el Hot pack 4 Señales SD.
- TIGO ONETV